# Koepoortsweg

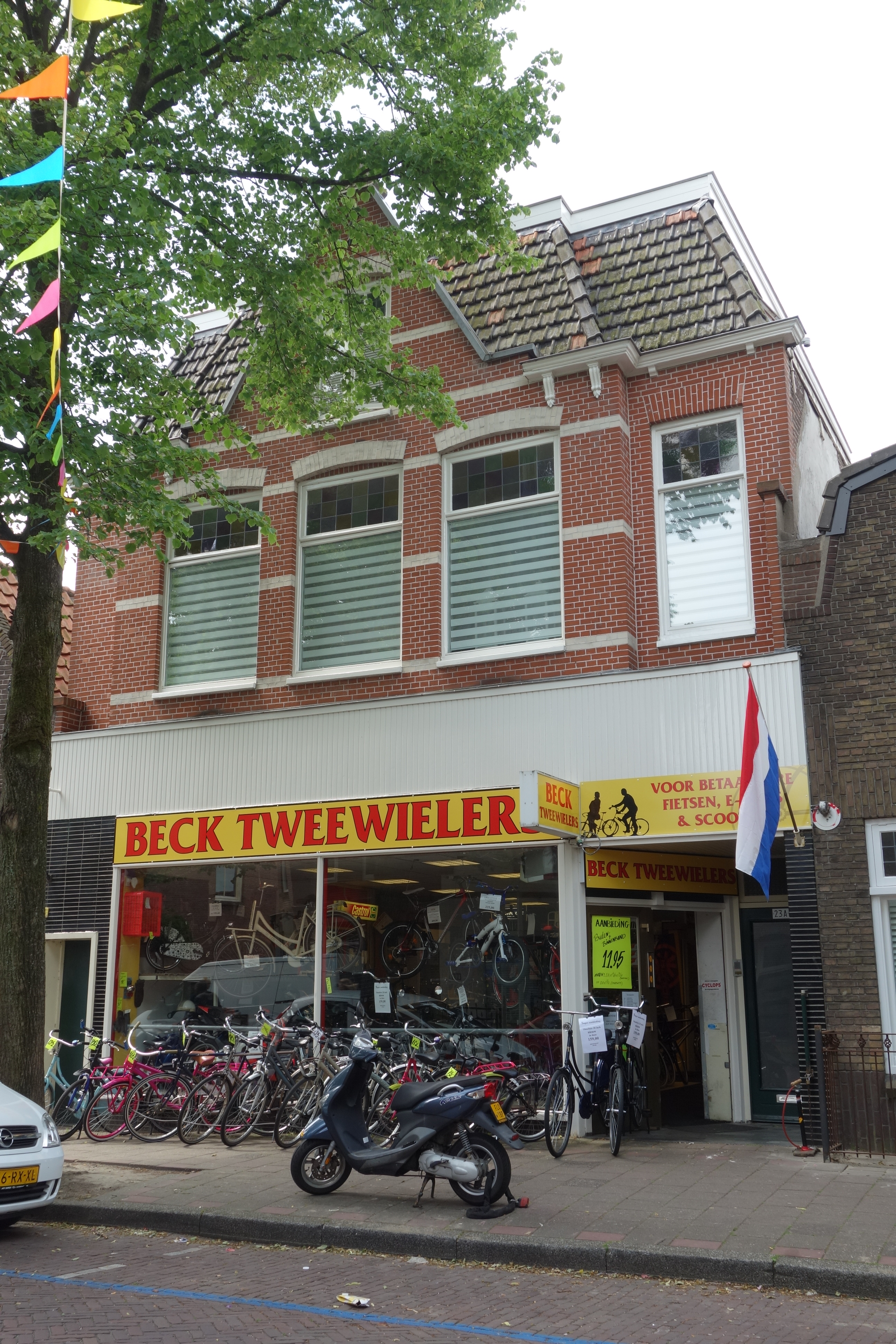
Koepoortsweg 23, de eerste locatie van de latere supermarktketen Deen

De Koepoortsweg is een straat en voormalige toegangsweg in Hoorn. De straat loopt vanaf het Koepoortsplein, in de binnenstad, door Hoorn-Noord en eindigt tegen de Provincialeweg aan. Van oudsher was de weg een verbindingsweg tussen Blokker en Hoorn.

## Geschiedenis
Van oudsher was de Koepoortsweg een toegangsweg naar het centrum van Hoorn. De weg lag toen op een lage dijk met aan weerszijden een wegsloot. De sloten werden in fases gedempt, de laatste in de jaren 1940. Over deze weg liepen de boeren met hun producten naar de Koepoort en van daar naar de Roode Steen of de Veemarkt. In de 17e eeuw stond op het kruispunt van de Koepoortsweg en de Geldelozeweg een houtzaagmolen, genaamd "de Swansmolen". Tot 1970 stond een huis dat bij het complex hoorde nog op de hoek van de Geldelozeweg en een fietspad richting de wijk Risdam.
Rond 1890 reed ook de paardentram voor het eerst over de Koepoortsweg. De route bleef tot 1917 in gebruik. Omdat in 1885 de treinverbinding tussen Hoorn en Enkhuizen gereed kwam, kruisten de twee sporen elkaar op de Koepoortsweg. Voor voetgangers werd er over het treinspoor een houten brug gebouwd, zodat zij niet meer hoefden te wachten op kruisende treinen. Deze brug werd gedurende de Tweede Wereldoorlog gedeeltelijk illegaal gesloopt voor brandhout, na de oorlog werd het restant eerst provisorisch gerestaureerd en daarna toch definitief gesloopt. Tot de aanleg van de Provincialeweg liep de Koepoortsweg door over wat nu de Geldelozeweg is naar het Keern. Om de rijweg en het voetpad te scheiden stonden er natuurstenen paaltjes langs de weg. Deze werden in 1923 verwijderd, tot weerzin van onder andere Erfgoedvereniging Heemschut.
In 1867 begonnen de Katholieke West-Friezen met plannen voor een groter ziekenhuis dan de kleine instelling die de Zusters van Liefde hadden aan de Ramen. De villa van J.C. de Blocquery werd opgekocht en daar werd het nieuwe Sint Jansgasthuis gevestigd. Het huis werd in 1930 gesloopt en al snel verscheen er een kapel met nieuw ziekenhuis. Het gebouw werd in 1971 door nieuwbouw aan de Maelsonstraat vervangen en in 1985 werd dat ziekenhuis de hoofdvestiging van het Westfries Gasthuis. Het gebouw aan de Koepoortsweg werd omgebouwd tot verpleegtehuis Lindendael. In 1978 kwamen er al plannen om het oude ziekenhuis te vervangen door nieuwbouw, want het ziekenhuis is niet echt geschikt bevonden als permanent verpleeghuis. In 1985 werd begonnen met nieuwbouw voor verpleegtehuis Lindendael, hierbij werd het oudste deel van het complex behouden, want dat is een rijksmonument. In 1989 werd dit deel al uitgebreid met aanleunwoningen, omdat er ruimtegebrek was ontstaan en in 1993 kwam er een nieuwe vleugel bij.

## Verloop
De Koepoortsweg loopt vanaf het Koepoortsplein in een vrijwel rechte lijn naar het noorden en eindigt bij de Provincialeweg. Voor de aanleg van die weg liep de Koepoortsweg door en boog af naar het Keern. De weg kruist van zuid naar noord gezien met de volgende straten en wegen:
- Spoorsingel en Draafsingel
- Spoorlijn Zaandam – Enkhuizen
- Commandeur Ravenstraat
- Merensstraat, in 1905 aangelegd als Paul Krugerstraat, hernoemd in 1914.[8]
- Drieboomlaan
- Van Dedemstraat en Johannes Poststraat
- Tweeboomlaan
- Juniusstraat
- Maelsonstraat en Vredehofstraat
- Provincialeweg (verlengde van de N506)

Alleen daar waar er twee straten genoemd worden, kruist de weg aan beide zijden. Alle overige kruisingen zijn feitelijk T-splitsingen met straten die aan de oostelijke zijde van de Koepoortsweg aansluiten. Dit komt doordat de Koepoortsweg aan de westelijke zijde de Tocht of Gouwe.

## Monumenten
Het eerste deel van de Koepoortsweg, tot aan de spoorlijn Hoorn-Enkhuzien, valt onder het beschermd stadsgezicht. Aan de Koepoortsweg staat een groot aantal gemeentelijke monumenten en een rijksmonument. Zie voor een overzicht van de gemeentelijke monumenten de lijst van gemeentelijke monumenten aan de Koepoortsweg.

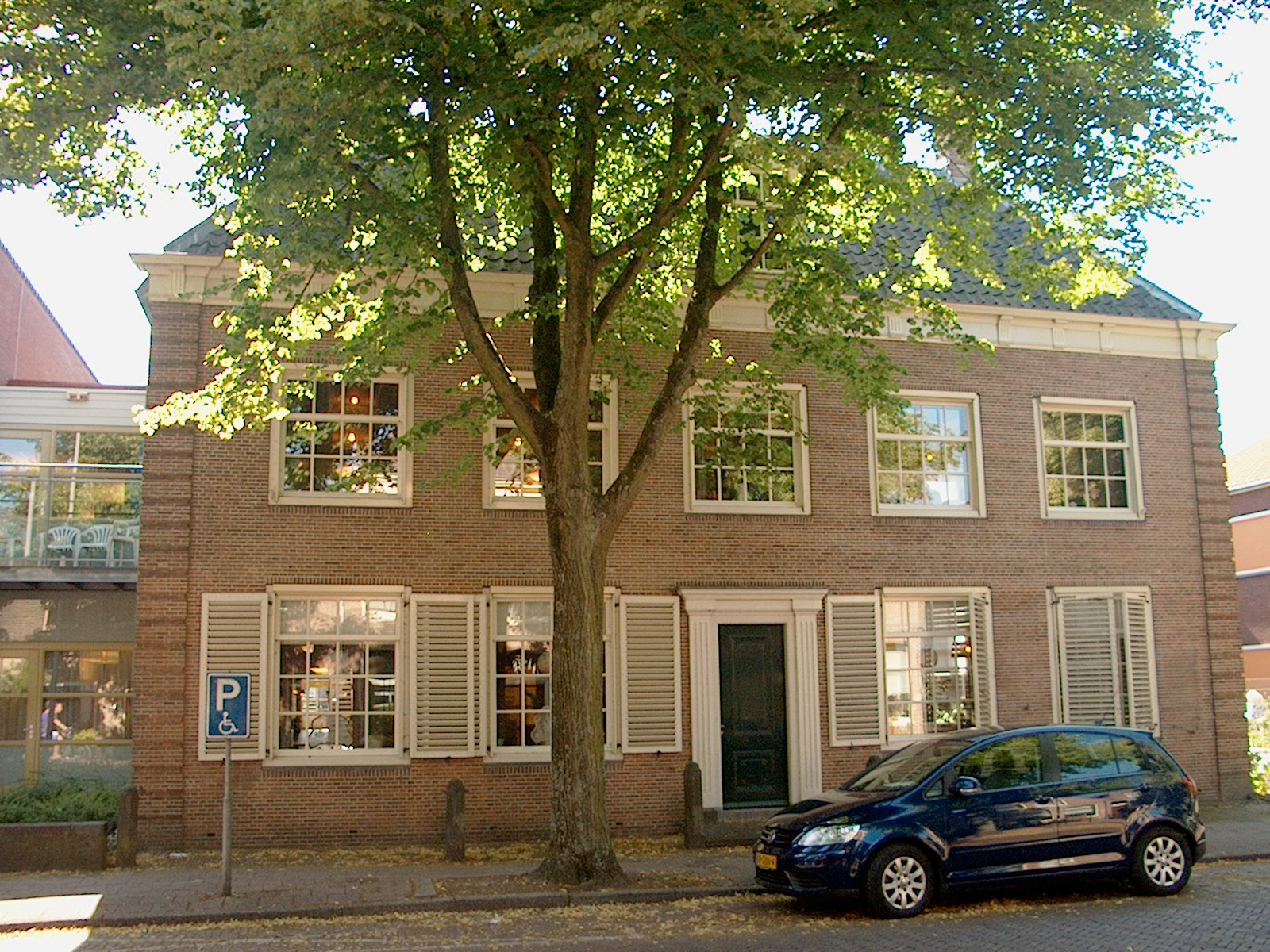
Koepoortsweg 27 (voorheen 29)
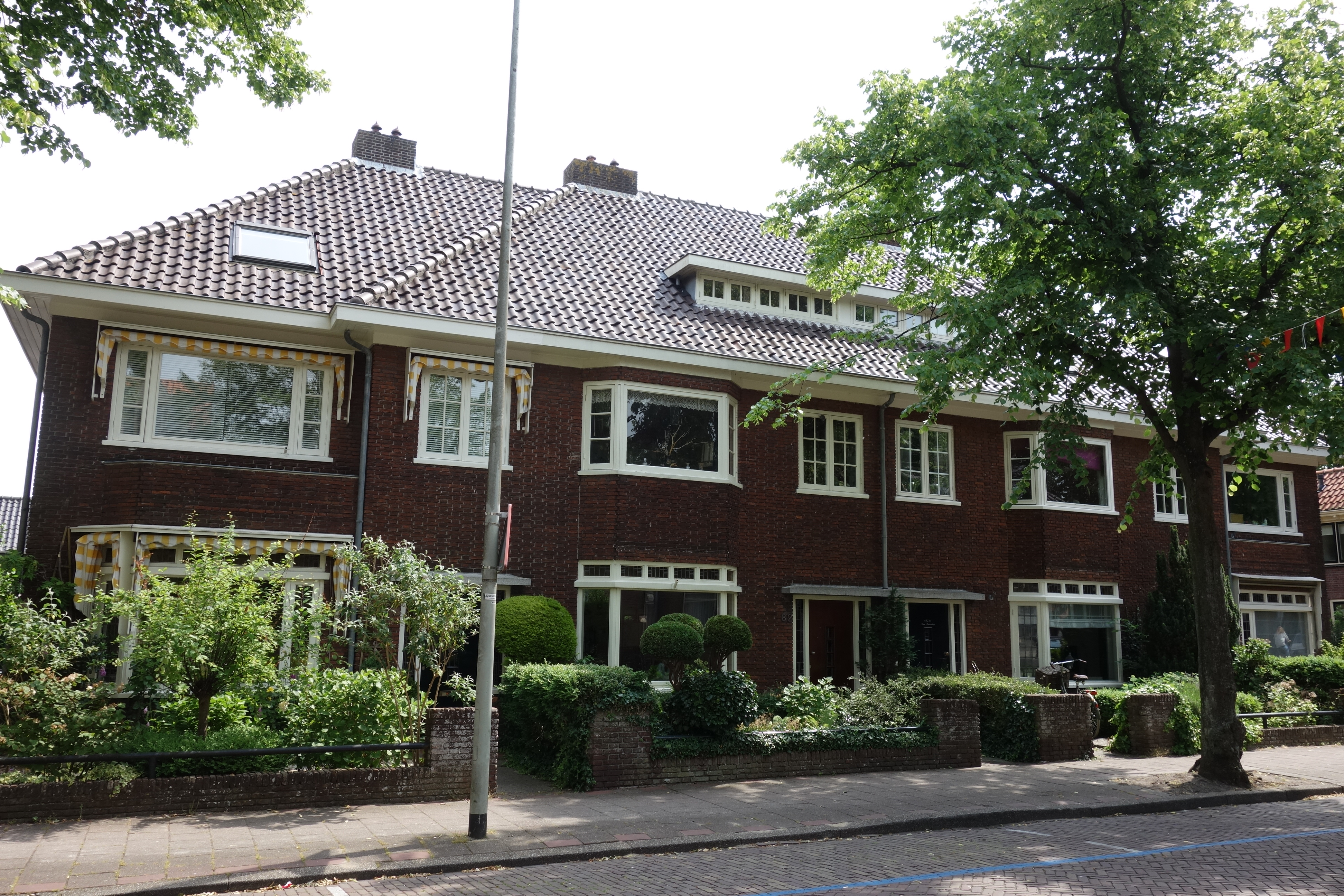
Koepoortsweg 78 - 84

Straten: ABC
· Achter de Vest
· Achter op 't Zand
· Achterom
· Achterstraat
· Appelhaven
· Baanstraat
· Bierkade
· Binnenluiendijk
· Breed
· Breestraat
· Buurtje
· Dal
· Draafsingel
· Dubbele Buurt
· G.J. Henninkstraat
· Gasfabriekstraat
· Gedempte Appelhaven
· Gedempte Turfhaven
· Gerritsland
· Gouw
· Grashaven
· Gravenstraat
· Grote Noord
· Grote Oost
· Hoge Vest
· Jeudje
· Italiaanse Zeedijk
· Keern (gedeeltelijk)
· Kerkstraat
· Kleine Noord
· Kleine Oost
· Koepoortsweg (gedeeltelijk)
· Korenmarkt
· Korte Achterstraat
· Kruisstraat
· Kuil
· Lange Kerkstraat
· Lindestraat
· Munnickenveld
· Muntstraat
· Nieuwe Noord
· Nieuwendam
· Nieuwland
· Nieuwstraat
· Noorderstraat
· Onder de Boompjes
· Oude Doelenkade
· Pakhuisstraat
· Peperstraat
· Ramen
· Scharloo
· Schuijteskade
· Slapershaven
· Spoorstraat
· Trommelstraat
· Turfhaven
· Veemarkt
· Veermanskade
· Venidse
· Vijzelstraat
· Vismarkt
· Visserseiland
· Vollerswaal
· West
· Westerdijk
· Wisselstraat
· Zon

Pleinen: De Driestal
· Kazerneplein
· Kerkplein
· Koepoortsplein
· Noorderveemarkt
· Roode Steen
· Vale Hen

Stegen: 't Glop
· Appelsteeg
· Arminiaanse Glop
· Bagijnensteeg
· Bottelsteeg
· Bottersteeg
· Broeksteeg
· Brouwerijsteeg
· Clara's Klooster
· De Zak
· Duinsteeg
· Foreestensteeg
· Geldersesteeg
· Gortsteeg
· Hanekamsteeg
· Hemelsteeg
· Hoogesteeg
· Jan Haringsteeg
· Jan van Necksteeg
· Jeroenensteeg
· Kleine Havensteeg
· Kloppoort
· Knipboogsteeg
· Mallegomsteeg
· Melknapsteeg
· Molsteeg
· Mosterdsteeg
· Nieuwsteeg
· Oosterkerksteeg
· Paardensteeg
· Paradijssteeg
· Pieterseliesteeg
· Pompsteeg
· Proostensteeg
· Schellinkhoutersteeg
· Schoolsteeg
· Schotland
· Sliep Schaar en Messteeg
· Slijksteeg
· Smelterssteeg
· Tempelsteeg
· Turfsteeg
· Watertje
· Wester St. Jansteeg
· Wijdebrugsteeg
· Wijdesteeg
· Zevenhoeksesteeg
· Zoutkeetsteeg